# Sergej Georgievič Stratanovskij
Sergej Georgievič Stratanovskij (in russo  Сергей Георгиевич Стратановский?; Leningrado, 6 maggio 1944) è un poeta russo.
Figlio di Georgij Stratanovskij (1901-1986), illustre traduttore dal greco e dal latino, studia letteratura francese e russa presso l'Università di Leningrado, nella quale conosce diversi giovani scrittori frequentanti ambienti culturali semiclandestini. A partire dal 1968, dopo gli eventi della Primavera di Praga si cimenta nella composizione di versi che circolano principalmente sulle riviste samizdat leningradesi 37, Časy, Severnaja počta e poi nelle riviste dell'emigrazione in Francia. Tra le opere più emblematiche degli anni Settanta, si distinguono il poema Suvorov e il componimento Erostrati.
Va sottolineato il suo ruolo attivo nel samizdat all'inizio degli anni Ottanta, con la redazione delle riviste Dialog e Obvodnyj kanal insieme al collega Kirill Butyrin. In Unione Sovietica vengono pubblicati alcuni suoi componimenti poetici solo nel 1985, nel volume antologico Krug, che raccoglie diversi autori della letteratura non ufficiale. Dopo una breve crisi, che lo allontana dalla scrittura proprio durante il processo di democratizzazione del Paese, nel 1993 pubblica il primo volume, Versi (1993), che raccoglie le poesie scritte tra il 1968 e i primi anni novanta. Nella Russia post-sovietica è subito insignito di riconoscimenti letterari, tra cui il premio Car'skoe selo (Carskosel'skaja premija) nel 1995, il premio del fondo Brodskij, che gli permette di soggiornare in Italia nell'autunno del 2000 e di comporre Versi scritti in Italia (2001). Negli anni Duemila pubblica T'ma dnevnaja («Buio diurno») nel 2000, Rjadom s Čečnëj (2002; «Accanto alla Cecenia»), Na reke neprozračnoj (2005; «Sul fiume torbido») e altre raccolte. Gli vengono conferiti il premio Pasternak, nel 2005, il premio Gogol' e il premio Belyj nel 2010, mentre nel 2011 riceve il premio Carducci.
È stato tradotto nelle principali lingue europee, in Italia, nelle versioni di A. Niero, escono Buio diurno (Einaudi, 2009) e Graffiti (Passigli editori, 2014). Negli ultimi anni continua a comporre poesia Nestrojnoe mnogogolosie (2016 "Polifonia disarmonica"), dedicandosi anche alla critica letteraria, alla saggistica, alla narrativa Zapiski dekabrista (2014; Memorie di un decabrista) e alla librettistica. Tiene corsi di letteratura russa contemporanea alla Scuola Superiore di Economia di San Pietroburgo.